# 东门路 (深圳市)

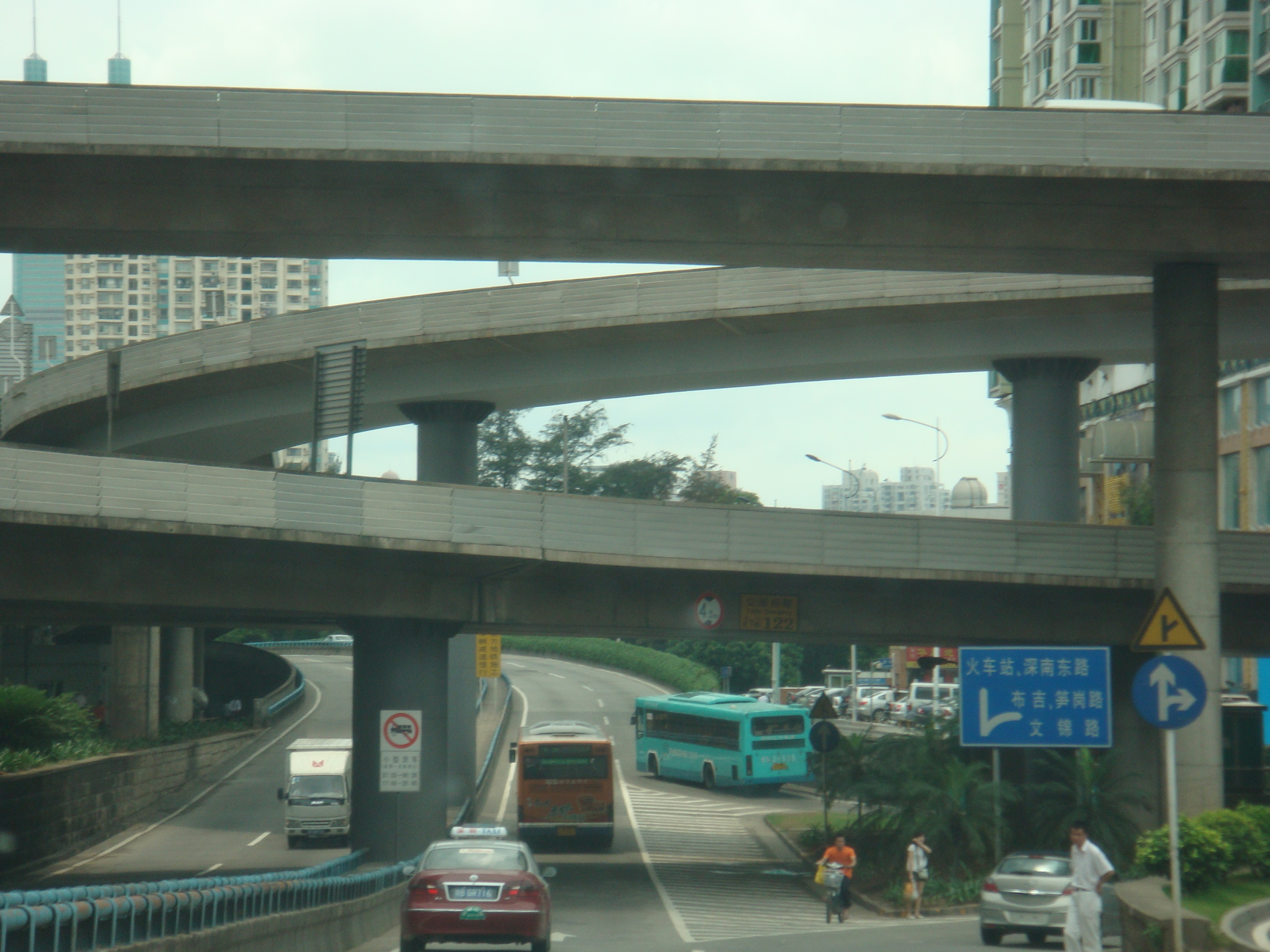
位於東門路的雅園立交

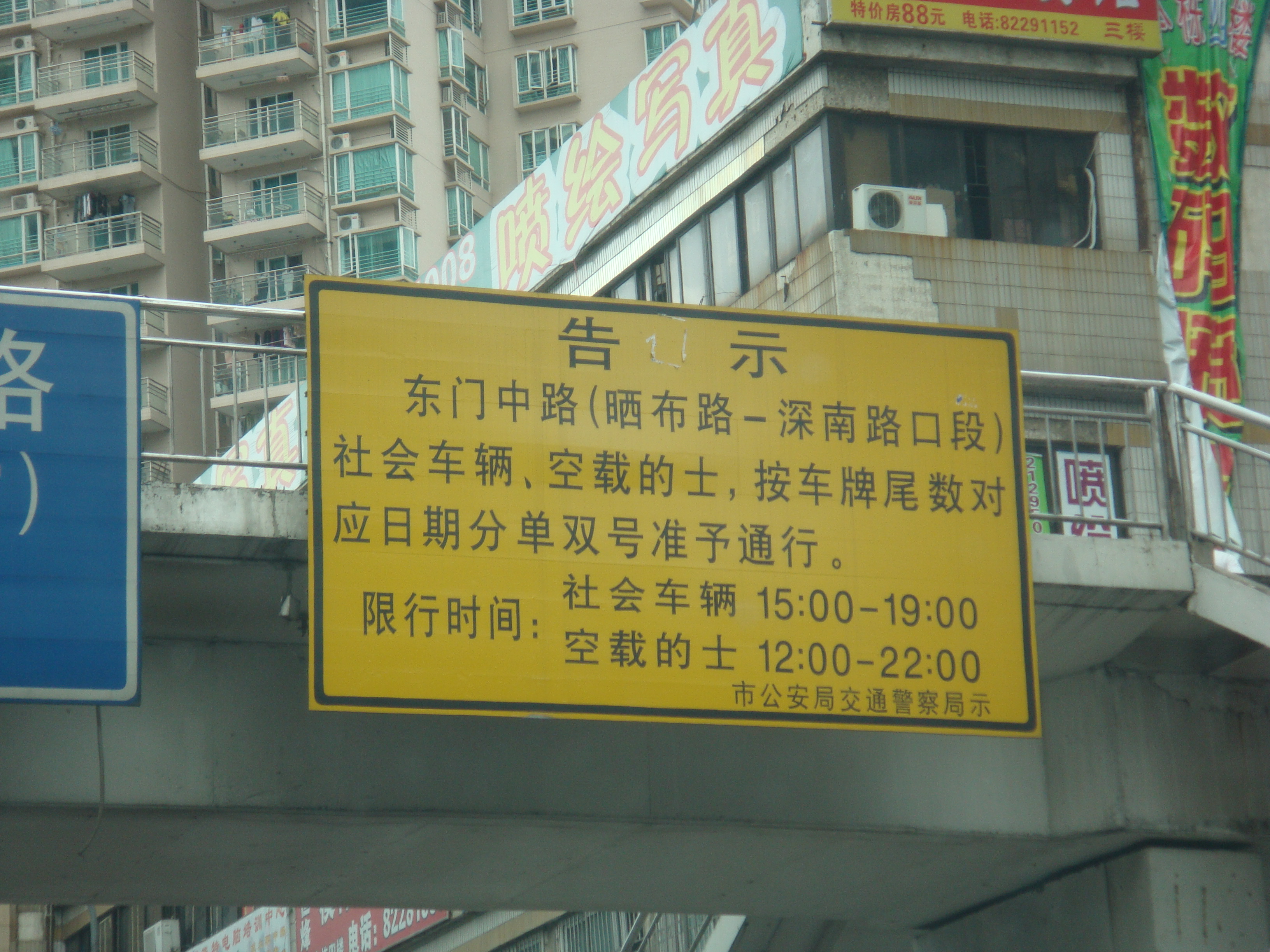
東門中路實行交通管制

东门路是中国广东省深圳市罗湖区的一条道路，呈弧形走向，包括东门南路、东门中路和东门北路，与沿河路、深南東路、文锦路等多条东西向或南北向道路交汇。

## 交通管制
- 每日12時—22時對經東門中路南北雙向通行的空載的士實行按車牌尾數對應日期分單雙號准予通行。
- 每日15時—19時對經東門中路南北雙向通行的社會車輛實行按車牌尾數對應日期分單雙號准予通行。
- 東門中路南北雙向靠右側兩條車道為公交專用道，禁止公交營運巴士車輛使用非公交專用道通行。
- 东门中路晒布站施工期间从晒布路口至童乐路口由原来的双向七车道通行改为双向二车道通行，从10时至22时（公交车除外），禁止社会车辆通行。

## 地鐵
深圳地鐵途經東門路的地铁站有:
- █3号线：晒布站和翠竹站